# Дашенка, или животът на едно кученце
„Дашенка, или животът на едно кученце“ (на чешки: Dášeňka čili život štěněte) e детска книга, написана през 1933 година от чешкия писател Карел Чапек. В текст, рисунки и фотографии авторът разказва за раждането и порастването на едно женско кученце от породата фокстериер.
Поводът за написването е, че Чапек става свидетел как две момчета измъчват едно кученце на възрастта на Дашенка. В предговора на книгата той споделя:
| „ | … книжката ще бъде такава, та всички да видят, че всяко живо същество заслужава нашето внимание и че трябва да се отнасяме добре към него, да не го дърпаме за ушите и изобщо да не го измъчваме. Знаеш ли, Дашенка, аз смятам, че ако ние, хората, се отнасяме добре към кученцата, ще се отнасяме добре и един към друг. | “ |

Дашенка е родена от Ирис, домашната кучка на писателя. Изпълнен с топлота и чувство за хумор, разказът за живота ѝ започва от раждането ѝ, преминава през проглеждането и първите стъпки, опознаването на света (особено със зъби) и всичките пакости, които тя прави, докато расте. Накрая Дашенка е дадена за отглеждане у чужди хора.
В добавка към разказа за живота на кученцето, Чапек допълва книгата с няколко „Приказки за Дашенка (за да седи мирно)“, в които описва обичая да се режат опашките на кучетата, инстинкта им да ровят в земята, и разказва няколко свои истории за фокстериери, добермани, хрътки и други кучета.
На български език книгата е преведена от Невена Захариева и издадена от издателство „Отечество“ през 1986 година.
- Снимки и рисунки на Дашенка, Карел Чапек
- Дашенка и Ирис
- Дашенка